# Kizaru
Олег Вікторович Нечипоренко (нар. 21 травня 1989, Ленінград, РРФСР, СРСР), більш відомий як kizaru — російський хіп-хоп-виконавець. Зараз проживає в Барселоні. Займався розповсюдженням наркотиків, через що був заарештований, але втік з Росії. Перебував у розшуку декілька років. Затриманий на початку 2016, відбував покарання в іспанській в'язниці Soto del Real, де його утримували близько трьох з половиною місяців. Учасник та засновник творчого об'єднання Haunted Family.
Перший альбом Mas Fuerte дебютував на 1-й позиції в російському чарті iTunes. Другий альбом «Отрута» дебютував на 1-й позиції в російському чарті iTunes. Третій альбом «Назад у майбутнє» дебютував на 1-й позиції в російському чарті iTunes. Четвертий альбом Karmageddon дебютував на 1-й позиції в російському чарті iTunes. П'ятий  альбом BORN TO TRAP дебютував на 1-й позиції в українському чарті iTunes та Spotify.

## Біографія
Репер Kizaru вже кілька років живе в Барселоні, куди він втік після арешту в Санкт-Петербурзі за торгівлю наркотиками. Олега Нечипоренко розшукував Інтерпол, але його анкета вже давно видалена з сайту поліцейської організації. Був затриманий на початку 2016-го року. Відбував покарання в іспанській в'язниці "Soto del Real" близько трьох з половиною місяців. В'їзд на територію Росії для виконавця на цей момент закритий.
На початку кар'єри надихався Boot Camp Clik, Heltah Skeltah, O. G. C. Black Moon.
У березні 2018 року запустив власне YouTube-шоу «Coche del Jefe», в якому він буде курити і розмовляти з запрошеними гостями, сидячи в машині. Першим гостем проекту став TripleTix, учасник створеного Kizaru творчого об'єднання Haunted Family. Формат шоу припускає, що ведучий та його гості вживають марихуану, проте на самому початку ролика з'являється заставка, в якій повідомляється, що у відео «використовуються художні образи, які можуть нагадувати вживання заборонених речовин».
І його рідний брат теж перебуває за кордоном під іменем Максим Куць. Псевдонім "NarkoMax".
Станом на травень 2022, Нечипоренко як і раніше у федеральному розшуку.
14 листопада 2021 року був заарештований Інтерполом у Німеччині на 4 місяці.

## Дискографія

### Студійні альбоми
| Рік  | Назва                                      |
| ---- | ------------------------------------------ |
| 2016 | Mas Fuerte                                 |
| 2017 | «Отрута»                                   |
| 2018 | «Назад у майбутнє»                         |
| 2019 | Karmageddon                                |
| 2020 | BORN TO TRAP                               |
| 2021 | BANDANA I (спільно з Big Baby Tape)        |
| 2022 | First Day Out                              |
| 2022 | «Тебе люблять там, де мене немає»          |
| 2024 | QUAZIMODO                                  |
|      | Bandana II (TBA) (спільно з Big Baby Tape) |

### Міні-альбоми
| Рік  | Назва                       |
| ---- | --------------------------- |
| 2014 | ProletayaNadGnezdomKukushki |
| 2017 | Long Way Up                 |
| 2018 | Lost Tapes                  |
| 2019 | Say No Mo                   |
| 2023 | Gremlin                     |